# هورنی تیشیتسه
هورنی تیشیتسه (به چکی: Horní Těšice) یک منطقهٔ مسکونی در جمهوری چک است که در ناحیه پرروف واقع شده‌است. هورنی تیشیتسه ۳٫۲۱ کیلومتر مربع مساحت و ۱۶۱ نفر جمعیت دارد و ۳۴۱ متر بالاتر از سطح دریا واقع شده‌است.